# Australia en los Juegos Paralímpicos de Roma 1960
Australia estuvo representada en los Juegos Paralímpicos de Roma 1960 por trece deportistas, once hombres y dos mujeres.

## Medallistas
El equipo paralímpico australiano obtuvo las siguientes medallas:
| Nombre                          | Deporte       | Evento                                     |
| ------------------------------- | ------------- | ------------------------------------------ |
| Oro                             |               |                                            |
| Daphne Ceeney                   | Natación      | 50 m braza completa clase 5 femenino       |
| Daphne Ceeney                   | Natación      | 50 m crol completo clase 5 femenino        |
| Ross Sutton                     | Tiro con arco | Ronda St. Nicholas clase abierta masculino |
| Plata                           |               |                                            |
| Daphne Ceeney                   | Atletismo     | Jabalina C femenino                        |
| Daphne Ceeney                   | Atletismo     | Maza C femenino                            |
| Gary Hooper                     | Atletismo     | Jabalina de precisión B masculino          |
| Frank Ponta                     | Atletismo     | Jabalina de precisión A masculino          |
| Bill Mather-Brown Bruno Moretti | Tenis de mesa | Dobles B masculino                         |
| Daphne Ceeney                   | Tiro con arco | Ronda St. Nicholas clase abierta femenino  |
| Bronce                          |               |                                            |
| Daphne Ceeney                   | Atletismo     | Peso C femenino                            |